# Abdi (Vorname)
Abdi (arabisch: عبدي [ˈʕab.diː], persisch: عبدی [ʔab.ˈdi]) ist ein u. a. in Somalia sowie in der Türkei, Albanien, dem Kosovo und der Persien ein gebräuchlicher Vorname.

## Herkunft und Bedeutung
Der Name wird vom arabischen Wort عبد 'abd abgeleitet und bedeutet: „Diener“.

## Namensträger
- Abdi Aktaş (* 1975), türkischer Fußballspieler
- Abdi Bile (* 1962), somalischer Mittelstreckenläufer
- Abdi İpekçi (1929–1979), türkischer Journalist
- Abdi Hasan Awale Qeybdiid (* 1948), somalischer Militär